# Манга, Мохаммед
Мохаммед Башир Манга (фр. Mohammed Bachir Manga; имя при рождении — Ричард Манга фр. Richard Manga; 5 декабря 1972 год, Дакар, Сенегал) — сенегальский футболист, нападающий.

## Карьера
Нападающий начал свою карьеру в футбольной школе Jeunesse amicale de Fass. В 1993 году он подписал профессиональный контракт с клубом «Дуан», выступал за клуб из Дакара, в 1994 году остался вне клуба Через год в 1995 году покинул «Дуан» и подписал контракт с тунисским клубом «Джерба». Став одним из лучших бомбардиров клуба, привлёк к себе внимание одного из лучших клубов страны — «Хаммам-Лиф», с которым в 1996 году подписал контракт. За «Хаммам-Лиф» он провёл два сезона, прежде чем в 1998 году был подписан саудовским клубом «Аль-Ахли» из Джидды. После года в Джидде покинул клуб и подписал контракт с саудовским клубом из Второй лиги «Садус». В 2003 году подписал контракт с клубом Чемпионата Саудовской Аравии клуба «Аль-Шабаб» из Эр-Рияда, став с 15 голами лучший бомбардиром сезона 2003/2004. После двух лет в Эр-Рияде, в 2005 году он перебрался в эмиратский клуб «Аль-Шабаб» из Дубая. В начале 2007 года переехал в Румынию, где выступал за «Политехнику» из города Яссы, играл за клуб до лета 2007 года, после чего переехал в Марокко, чтобы выступать за эль-джадидаскую команду «Дифаа», где и завершил карьеру.

## Личная жизнь
Ричард Манга в 2002 году принял ислам, он также изменил своё имя данное при рождении Ричарда Манга на Мохаммед Башир . Он играл последние годы своей карьеры в качестве Мохаммада Башира Манги.